# Bigelow Aerospace
Bigelow Aerospace là công ty thiết kế và sản xuất không gian của Mỹ đã đóng cửa vào năm 2020. Đây là công ty công nghệ hàng không vũ trụ chuyên sản xuất và phát triển mô-đun trạm không gian có thể mở rộng. Công ty này do Robert Bigelow thành lập vào năm 1998, có trụ sở tại North Las Vegas, Nevada. Công ty nhận được nguồn tài trợ phần lớn là nhờ vào lợi nhuận mà Bigelow kiếm được thông qua quyền sở hữu chuỗi khách sạn mang tên Budget Suites of America.
Công ty này từng góp phần chế tạo hai nguyên mẫu thiết bị bay tự do không người lái đã bay vào năm 2006 và 2007 và một mô-đun gắn vào Trạm Vũ trụ Quốc tế. Bigelow Aerospace công bố vào năm 2010 rằng họ dự định tạo nên bộ mô-đun môi trường sống trong không gian để định hình hoặc mở rộng trạm vũ trụ. Đến năm 2013, Bigelow đã đầu tư 250 triệu đô la Mỹ vào công ty này. Bigelow tuyên bố trong một số dịp rằng ông chuẩn bị tài trợ cho Bigelow Aerospace khoảng 500 triệu đô la Mỹ cho đến năm 2015 nhằm đạt được mục tiêu phóng thiết bị phần cứng với quy mô hoàn chỉnh hơn.
Tháng 3 năm 2020, Bigelow Aerospace đã sa thải tất cả 88 nhân viên do đại dịch COVID-19. Kể từ tháng 1 năm 2024, công ty này vẫn không hoạt động và hiện được coi là đã phá sản.